# Greig Fraser
Greig Fraser (Melbourne, 3 de outubro de 1975) é um diretor de fotografia australiano. Dentre seus trabalhos mais reconhecidos estão Bright Star, Zero Dark Thirty e Lion. Venceu em 2013 o New York Film Critics Circle Awards de melhor cinematografia.
Em 20 de março de 2022, Fraser ganhou o ASC Awards, premiação concedida pela American Society of Cinematographers, por seu trabalho no filme "Dune", adaptação do romance de ficção científica do escritor Frank Herbert. Na semana seguinte, ele foi consagrado com o Oscar de Melhor Fotografia. Anteriormente, venceu o BAFTA de melhor cinematografia pelo mesmo trabalho.

## Filmografia
- Jewboy (2005)
- Out of the Blue (2006)
- Bright Star (2009)
- Last Ride (2009)
- The Boys Are Back (2009)
- Let Me In (2010)
- Killing Them Softly (2012)
- Snow White and the Huntsman (2012)
- Zero Dark Thirty (2012)
- Foxcatcher (2014)
- The Gambler (2014)
- Lion (2016)
- Rogue One: A Star Wars Story (2016)
- Mary Magdalene (2018)
- Vice (2018)
- The Mandalorian (2019) - (primeira temporada episódios 1,3,7)
- Dune (2021)
- The Batman (2022)
- Dune: Part Two (2023)